# Tramwegen van Antwerpen en Omgeving

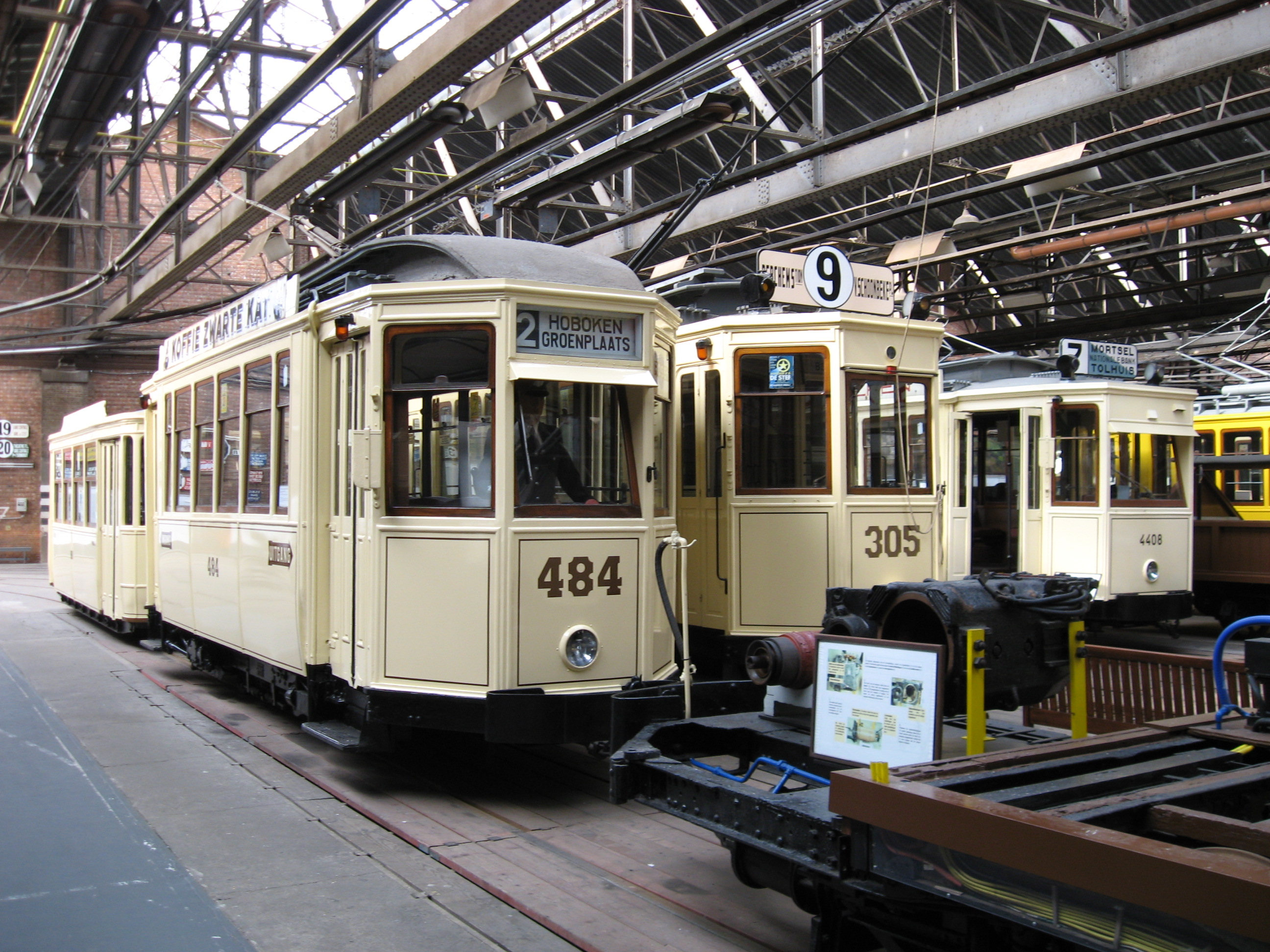
Oude trams van de T.A.O. in het Antwerpse trammuseum.

De Tramwegen van Antwerpen en Omgeving, afkorting T.A.O., was een vervoerbedrijf dat stads- en streekvervoer exploiteerde in de gemeente Antwerpen en in delen van de provincie Antwerpen.

## Geschiedenis
De T.A.O. werd opgericht in 1945 en exploiteerde vanaf 1 januari 1946 t/m 1962 zijn diensten in de regio Antwerpen. Nadat de vergunningen van Tramways d'Anvers op 31 december 1945 verliepen werd er een tijdelijk beheersorgaan opgericht dat de naam Tramwegen van Antwerpen en Omgeving droeg. Vanaf 1951 nam de T.A.O. concessies en lijnen over van de NMVB en andere openbaarvervoerbedrijven. In 1952 nam ze ook de vergunning over van de Antwerpsche Autobussen (A.A.) die toen haar activiteiten in Antwerpen staakte na het verlies van haar laatste lijnen. Vanaf 15 oktober 1952 en in de jaren daarop volgend werden verschillende tramlijnen verbust, waarbij bij elke verbussing telkens een nieuwe reeks in het wagenpark verscheen.
Op 31 december 1962 werden de activiteiten van de T.A.O. door een Koninklijk Besluit gestaakt. De dag erop nam de Maatschappij voor het Intercommunaal Vervoer te Antwerpen (MIVA) haar activiteiten over. Hiermee kwam een einde aan het tijdelijke beheersorgaan.

## Exploitatie
T.A.O. exploiteerde verschillende bus- en tramlijnen in de regio Antwerpen. Dit gebeurde veelal met het oude materieel van voorgaande vervoerders en met veel nieuw materieel dat vooral in dienst kwam na de verbussing van de tramlijnen. Naast eigen exploitatie verpachtte T.A.O. ook enkele buslijnen aan een aantal pachters. Ook exploiteerde de T.A.O. enkele trolleybuslijnen die tot 1964 in de stad Antwerpen reden.